# Nightshade Forests
Nightshade Forests prvi je EP austrijskog black metal-sastava Summoning. EP je 3. lipnja 1997. godine objavila diskografska kuća Napalm Records. 

## O EP-u
Nightshade Forests sastoji se od četiriju skladbi izvorno snimljenih 1996. godine, tijekom snimanja albuma Dol Guldur. Sama grupa smatra ovaj EP produžetkom navedenog albuma. 
Glazbeni uzorak zvuka borbe na pjesmi "Flesh and Blood" preuzet je iz filma Hrabro srce.

## Popis pjesama
| 1.    | »Mirkwood«                   | 9:45 |
| 2.    | »Kortirion Among the Trees«  | 8:50 |
| 3.    | »Flesh and Blood«            | 7:54 |
| 4.    | »Habbanan Beneath the Stars« | 7:15 |
| 33:44 |                              |      |

## Zasluge
Summoning
- Protector – vokali (na pjesmama 1 i 2), gitara
- Silenius – vokali (na pjesmama 3 i 4), bas-gitara, klavijature